# Maculiparia obtusa
Maculiparia obtusa är en insektsart som först beskrevs av Carl Stål 1878.  Maculiparia obtusa ingår i släktet Maculiparia och familjen Romaleidae.

## Underarter
Arten delas in i följande underarter:
- M. o. obtusa
- M. o. solimoensis